# Chelaseius floridanus
Chelaseius floridanus är en spindeldjursart som först beskrevs av Muma 1955.  Chelaseius floridanus ingår i släktet Chelaseius och familjen Phytoseiidae. Inga underarter finns listade i Catalogue of Life.